# Bathycopea oculata
Bathycopea oculata là một loài chân đều trong họ Ancinidae. Loài này được Shimomura miêu tả khoa học năm 2008.